# Municipio de Mount Pleasant (Illinois)
El municipio de Mount Pleasant (en inglés, Mount Pleasant Township) es un municipio del condado de Whiteside, Illinois, Estados Unidos. Tiene una población estimada, a mediados de 2021, de 4756 habitantes.

## Geografía
Está ubicado en las coordenadas 41°48′10″N 89°54′27″O / 41.80278, -89.90750. Según la Oficina del Censo de los Estados Unidos, tiene una superficie total de 92.70 km², de la cual 92.62 km² corresponden a tierra firme y 0.08 km² son agua.

## Demografía
Según el censo de 2020, en ese momento había 4807 personas residiendo en la zona. La densidad de población era de 52 hab./km². El 92.93% de los habitantes eran blancos, el 1.19% eran afroamericanos, el 0.25% eran amerindios, el 0.44% eran asiáticos, el 1.08% eran de otras razas y el 4.12% eran de una mezcla de razas. Del total de la población, el 4.89% eran hispanos o latinos de cualquier raza.